# Chlorurus strongylocephalus
Perroquet grand bleu
Espèce
Synonymes
- Scarus strongylocephalus Bleeker, 1855
- Callyodon strongylocephalus Bleeker, 1855

Chlorurus strongylocephalus, communément appelé Perroquet grand bleu, est une espèce de poisson marin à nageoires rayonnées, un poisson perroquet de la famille des Scaridae originaire de l'océan Indien, où il vit dans les récifs coralliens. Son aire de répartition s'étend du golfe d'Aden et de Socotra jusqu'à la côte de l'Afrique de l'Est jusqu'au Mozambique et à travers l'océan Indien jusqu'à l'ouest de l'Indonésie. Il forme un complexe d'espèces avec Chlorurus gibbus de la mer Rouge et Chlorurus microrhinos du centre-ouest du Pacifique.

## Galerie

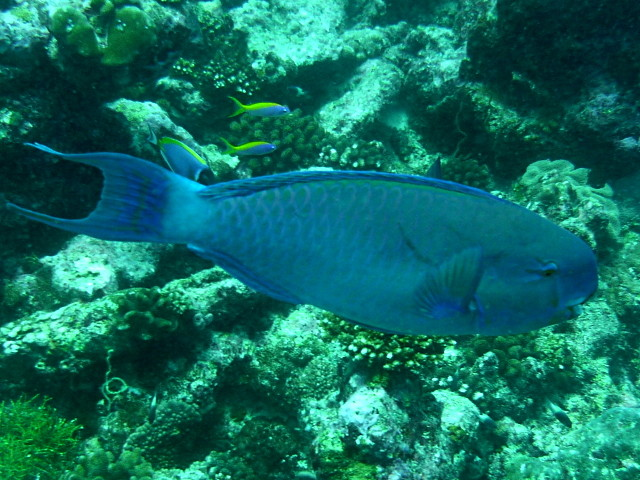
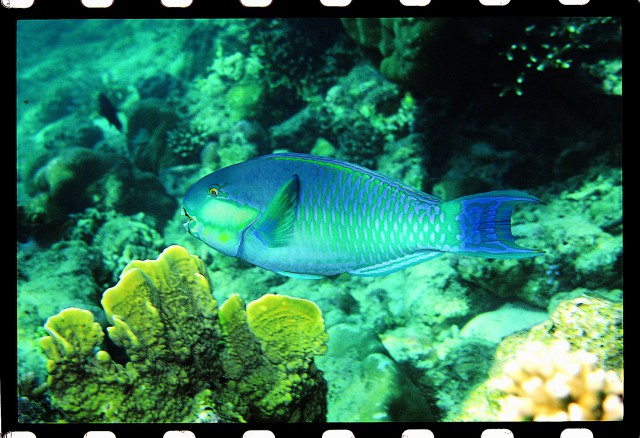